# Jhon César Mosquera Rivas
Jhon César Mosquera Rivas (Zarzal, Colombia; 26 de enero de 1992) es un futbolista colombiano. Actualmente milita para el Atlético Pantoja de la Liga Dominicana de Fútbol.

## Clubes
| Club                | País                 | Año         |
| ------------------- | -------------------- | ----------- |
| Águilas Doradas     | Colombia             | 2015 - 2016 |
| Jaguares de Córdoba | Colombia             | 2016        |
| Deportivo Serrato   | Perú                 | 2017        |
| Sport Loreto        | Perú                 | 2018        |
| Sport Boys          | Perú                 | 2019        |
| Universitario       | Panamá               | 2019        |
| Futuro Kings FC     | Guinea Ecuatorial    | 2020 - 2021 |
| San Francisco       | Panamá               | 2022        |
| Universidad O&M FC  | República Dominicana | 2022        |
| Atlético Pantoja    | República Dominicana | 2023 - Act. |